# Saint-Gilles-les-Bois
Saint-Gilles-les-Bois è un comune francese di 424 abitanti situato nel dipartimento delle Côtes-d'Armor, nella regione della Bretagna.

## Società

### Evoluzione demografica
Abitanti censiti